# Can Periques
Can Periques és una casa al barri de l'Esparra del municipi de Riudarenes a la comarca de la Selva, inclosa a l'Inventari del Patrimoni Arquitectònic de Catalunya.

## Descripció
Edifici de construcció senzilla, de planta quadrada i pis superior. Té teulada a dues vessants i caiguda a la façana, amb coberta de ràfec de dues filades de rajola i teula àrab. Les obertures tenen brancals, ampit i llindes de pedra, dues finestres al pis superior i una altra a la planta baixa amb reixa de ferro forjat situada al costat esquerre de la porta principal. El portal és de fusta amb llinda rectangular de pedra i una inscripció que diu «MARTI BUAD? 1760». També es conserva una petita placa amb el número 46 a la dreta de la porta. Es tracta d'una casa cantonera, per l'esquerra hi ha Cal Jornaler i a la dreta, hi ha un pati adossat.

## Història
A partir de 1747 s'inicià la construcció del nucli urbà de l'Esparra, fins llavors només constituït per l'església i la rectoria Mas Masferrer. Va ser aquest any que Antoni Masferrer va vendre un tros de terra per 300 lliures a Esteve Clos incloent una sèrie de condicions sobre les normes d'edificació. Allí s'hi va construir el Mas Pujató. L'any 1760, Masferrer va vendre dos trossos més de terra. L'escloper Martí Boades en va comprar un, i hi va construir Can Periques i Pere Vernedas l'altre, on es construirà Cal Jornaler. El 1770 Mardi Boades es veu obligat a vendre'l al masover Antoni Clos. Més tard, el 1774 encara en va vendre un altre de l'anomenat camp de la plaça que va donar lloc a Can Roquet.